# Caprini bergamaschi
I Caprini bergamaschi sono formaggi di capra dell'area di Bergamo.
Anticamente l'allevamento di capre e la produzione di formaggi caprini avveniva solo in aree altrimenti non sfruttabili. Negli ultimi dieci anni abbiamo avuto un aumento della produzione di questi formaggi grazie a nuovi allevamenti di capre e a caseifici realizzati con le più moderne tecnologie che garantiscono la tradizionalità del prodotto.
Oltre alla produzione dei formaggi è stato introdotto anche uno yogurt magro ad alta digeribilità.

## Riconoscimenti
La regione Lombardia ha fatto riconoscere dal ministero il formaggio caprino come prodotto tradizionale facendo tre distinzioni
- Caprino a coagulazione lattica
- Caprino a coagulazione presamica
- Caprino vaccino

## Conservazione
- Stagionatura di alcune settimane
- Peso di circa 4 chili

## Altri formaggi caprini
In altre regioni esistono formaggi caprini, in particolare in Toscana esistono i caprini di Maremma, riconosciuti prodotto tradizionale